# Municipio de Big Spring (Illinois)
El municipio de Big Spring (en inglés: Big Spring Township) es un municipio ubicado en el condado de Shelby en el estado estadounidense de Illinois. En el año 2010 tenía una población de 698 habitantes y una densidad poblacional de 9,08 personas por km².

## Geografía
El municipio de Big Spring se encuentra ubicado en las coordenadas 39°18′28″N 88°31′27″O / 39.30778, -88.52417. Según la Oficina del Censo de los Estados Unidos, el municipio tiene una superficie total de 76.85 km², de la cual 75,94 km² corresponden a tierra firme y (1,19 %) 0,92 km² es agua.

## Demografía
Según el censo de 2010, había 698 personas residiendo en el municipio de Big Spring. La densidad de población era de 9,08 hab./km². De los 698 habitantes, el municipio de Big Spring estaba compuesto por el 99,43 % blancos, el 0,43 % eran asiáticos y el 0,14 % eran de una mezcla de razas. Del total de la población el 0,14 % eran hispanos o latinos de cualquier raza.